# Crisanto Gómez
Crisanto Nicolás Gómez (El Alto, provincia de Catamarca, 1820 - San Pedro de Choya, provincia de Santiago del Estero, agosto de 1885) fue un político argentino, gobernador de la Provincia de Catamarca, destacado por haber sido el primero en concluir su mandato tras un largo período de inestabilidad, conocida localmente como "la noche de los siete años".

## Su familia y sus inicios
Era hijo de Bernabé Gómez y Espeche -hermano del gobernador Juan Nicolás Gómez y Espeche- y Francisca Antonia Molina y Barros, ambos miembros de influentes familias del este catamarqueño. Su padre fue tenido por el hombre más acaudalado de Catamarca en su tiempo, y poseía muchas estancias tanto en la Provincia de Catamarca como en la vecina Provincia de Santiago del Estero.
Aprendió las primeras letras en su pueblo natal con el presbítero Molina, su tío, y más tarde fue enviado a la ciudad de San Fernando del Valle de Catamarca a continuar sus estudios en el Colegio Franciscano, completándolos en el Seminario de Córdoba.
En el año 1841 contrajo matrimonio con Noemí Brachieri Olmos de Aguilera, hija de Carlos Brachieri, italiano, y de Manuela Olmos de Aguilera, de antigua familia conquistadora de Chile y del Tucumán. Con su esposa conformó una familia que tuvo siete hijos.
Participó en las guerras civiles obteniendo el grado de coronel. En 1866 participó en la revolución contra los partidarios de los hermanos Taboada, caudillos de la vecina provincia de Santiago del Estero. Apoyó el gobierno de su pariente Jesús Espeche y fue diputado provincial. Desde poco después de la Batalla de Pavón, habían pasado por el gobierno 11 gobernadores, incluidos varios que gobernaron más de una vez, varias revoluciones y varios otros personajes que lograron ser reconocidos como gobernadores por algunos días.
En mayo de 1868, la legislatura eligió gobernador a Gómez, con la remota esperanza de alcanzar la estabilidad política, aunque —a juzgar por la prensa de la época— sin demasiadas esperanzas.

## Gestión de gobierno
Gómez asumió el gobierno el 25 de mayo, llevando como su ministro a Francisco de la Vega, que posteriormente sería reemplazado por Dermidio Ocampo. Llevó adelante una gestión de gobierno progresista, con un fuerte acento puesto en la educación pública.
Como primera medida disolvió las milicias existentes, que recurrentemente se alzaban contra el gobierno, reemplazándolas por otras nuevas, espcialmente dedicadas a impedir el regreso de Felipe Varela, cuya campaña del año anterior había recorrido todo el oeste de la provincia. Anuló la influencia de los distintos caudillos locales, especialmente del coronel Domingo Bildoza. Nombró comandante general de armas de la provincia al exgobernador federal Octaviano Navarro. Destacó una fuerza militar a La Rioja, donde ésta colaboró con el plastamiento de las últimas montoneras locales, que solían devastar el sur y el oeste de su provincia. También procuró apoyarse en el gobierno central contra la influencia del santiagueño Antonino Taboada.
Lograda la paz, se abocó a recomponer las finanzas públicas que tras las prolongadas guerras civiles habían quedado devastadas.
Fundó la Inspección General de Escuelas y creó veinte escuelas, entre ellas dos para mujeres, una en Piedra Blanca y otra en Andalgalá, lo que en la época era una audaz medida de avanzada. Para la formación de los educadores creó - anexo al Colegio Nacional - un curso de magisterio para formar a los maestros para la escuela primaria. Además, y siempre dentro del fomento a la educación, llevó adelante el primer censo escolar de la Provincia y estableció una Reglamentación para las escuelas públicas. Estableció becas oficiales para que los catamarqueños pudiesen asistir a la prestigiosa Escuela Normal de Paraná.
En 1870 se promulgó la ley de municipalidades para la campaña, sobre la base de la cual creó los departamentos de Pomán, Ambato, Paclín y Andalgalá y también la municipalidad de la capital. 
Además tomó medidas en beneficio de la producción ganadera, creando el registro de marcas de hacienda. Fomentó la minería, que a partir de su gobierno tuvo un gran impulso en Andalgalá, que llegaría a ser el más importante núcleo minero de la Argentina. También creó el Consejo Provincial de Higiene, en respuesta a la epidemia de cólera que asoló el país en 1870.
Aspirando a una mejor comunicación de su provincia con el resto del país, dispuso la construcción del camino a Córdoba por la Sierra de Ancasti y otra desde Belén hasta Tinogasta, a través de la Cuesta de Zapata.
Durante su mandato fue fundado el club social, llamado Club Casino, y anexo a él la primera biblioteca popular de la provincia.
Durante su gobierno se inauguró la nueva Iglesia Matriz y la plaza principal de la ciudad capital fue adecuadamente arbolada.

## Últimos años
Después de siete años de inestabilidad, el de Gómez fue el primer gobierno que logró completar el período para el cual había sido elegido, y tampoco debió enfrentar revoluciones en su contra. El 25 de mayo de 1871 dejó el mando a su sucesor, Francisco Rosa Galíndez. La inestabilidad impediría a Galíndez completar su período, pero lentamente la situación política provincial logró ser mucho más estable. Por otra parte, la gestión de Gómez y sus alianzas con dirigentes federales como Navarro permitieron la formación del incipiente Partido Autonomista Nacional, que gobernaría la provincia por casi cincuenta años.
Se radicó en la localidad de San Pedro de Choya, provincia de Santiago del Estero, muy cerca del límite con su provincia, donde falleció en agosto de 1885.